# Sten Strömholm
Sten Daniel Strömholm, född 10 juli 1930 i Boden, död 25 mars 1997 i Högs församling, Skåne län, var en svensk diplomat.

## Biografi
Strömholm var son till major Fredrik Strömholm och Gerda Janson samt bror till Stig Strömholm och halvbror till Christer Strömholm. Han tog studentexamen i Uppsala 1949 och studerade vid Union College i Schenectady, New York, USA 1949-1950. Strömholm tog jurist kandidatexamen vid Uppsala universitet 1957 och gjorde tingstjänstgöring 1958-1959 innan han blev attaché vid Utrikesdepartementet (UD) 1959. Han tjänstgjorde i Bryssel 1960-1962, Madrid 1962 och var kanslisekreterare vid rättsavdelningen vid UD 1963-1966.
Strömholm var förste ambassadsekreterare i Kairo 1966-1971, i Paris 1971-1976, tjänstgjorde i kanslirådet vid rättsavdelningen vid UD 1976-1978 och var departementsråd där 1978. Han var ambassadör i Beirut, Damaskus och Amman 1979-1983, ambassadör i Islamabad och Malé 1983-1985, biträdande chef för Sveriges ständiga representation i FN 1985-1989 samt ambassadör i Budapest från 1989.
Strömholm var gift tre gånger. Gift andra gången med Kerstin Rantzén (1939-2017), dotter till Allan och Meggy Rantzén f. Kritz, från 1965 till 1979, och fick i det äktenskapet två barn, samt tredje gången från 1979 med Kerstin Stenfeldt (född 1945), dotter till Wide och Inez Stenfeldt, och fick i det äktenskapet ett barn.